# 1986 QT
1986 QT är en asteroid i huvudbältet som upptäcktes den 26 augusti 1986 av den belgiske astronomen Henri Debehogne vid La Silla-observatoriet.